# Hugo Gatti
Hugo Orlando Gatti (Buenos Aires, 1944. augusztus 19. – Buenos Aires, 2025. április 20.) argentin válogatott labdarúgókapus.
Az argentin válogatott tagjaként részt vett az 1966-os világbajnokságon és az 1975-ös Copa Américan.

## Sikerei, díjai
Boca Juniors
- Argentin bajnok (3): 1976 Metropolitano, 1976 Nacional, 1981 Metropolitano
- Copa Libertadores (2): 1977, 1978
- Interkontinentális kupa (1): 1977